# Литижская волость
Лити́жская волость — административно-территориальная единица в составе Севского уезда.
Административный центр — село Литиж.

## История
Волость была образована в ходе реформы 1861 года. В 1880-е годы её территория была расширена за счёт упразднённых Избиченской и Евдокимовской волостей.
В мае 1924 года, при укрупнении волостей, Литижская волость была упразднена, а её территория включена в состав Комаричской волости.
Ныне территория бывшей Литижской волости входит в Комаричский район Брянской области.

## Административное деление
В 1920 году в состав Литижской волости входили следующие сельсоветы: Березовский, Вознесенский, Глядинский, Дерюгинский, Добричский, Евдокимовский, Избиченский, Козинский, Кубанский, Литижский, Лукинский, Новомихайловский, Починок-Алешонский, Причижский, Прудковский, Усожский, Хлебтовский.